# Борис Рижий
Борѝс Борѝсович Рѝжий (на руски: Бори́с Бори́сович Ры́жий) е руски поет.

## Биография
Роден е на 8 септември 1974 г. в Челябинск. Баща му, Борис Рижий-старши е професор по геофизика, а майка му Маргарита Михайловна работи като лекар. Рижий започва да пише стихове на 14-годишна възраст, като по това време тренира и бокс. Завършва Уралския държавен университет и работи като геолог в уралското отделение на РАН. Паралелно води своя рубрика за литература в списание „Урал“ и вестник „Книжный клуб“.
Започва да публикува стихотворения в периодичния печат през 1992 г. Публикува в „Российская газета“, „Уральский следопыт“, „Звезда“, „Знамя“, алманаха „Urbi“ и др. През 1999 г. става носител на наградата „Антибукер“. Участва в международен поетичен фестивал в Нидерландия. През 2000 г. издателство „Пушкинский фонд“ публикува дебютната му стихосбирка „И всё такое…“.
Самоубива се на 7 май 2001 г. Посмъртно са издадени книгите му „На холодном ветру“, „Стихи 1993 – 2001“, „Оправдание жизни“, „Типа песня“. Негови сборници със стихотворения са издавани на холандски и сръбски език. През 2008 г. холандският режисьор Альона ван дер Хорст снима документален филм за живота на поета.
Групите „De Krift“ и „Молчат дома“ записват песни по негови стихотворения. През 2010 г. е създаден музикален спектакъл по стихове на Борис Рижий.

## Книги
- И всё такое… / Сост. Г. Ф. Комаров. – СПб.: Пушкинский фонд, 2000.
- На холодном ветру / Сост. Г. Ф. Комаров; авт. предисл. С. Гандлевский. – СПб.: Пушкинский фонд, 2001.
- Стихи. 1993 – 2001 / Сост. Г. Ф. Комаров. – СПб.: Пушкинский фонд, 2003.
- Оправдание жизни: Лирика, проза, критика, интервью, письма / Сост. и авт. эссе „Постижение ужаса красоты“ Ю. В. Казарин. – Екатеринбург: У-Фактория, 2004.
- Типа песня / Сост. О. Ю. Ермолаева. – М.: Эксмо, 2006.
- В кварталах дальних и печальных…: Избранная лирика. Роттердамский дневник / Сост. T. М. Бондарук, Н. В. Гордеева; авт. вступ. Д. Сухарев. – М.: Искусство – XXI век, 2012.
- Boris Ryzji: Wolken boven E. Gedichten. Amsterdam: Uitgeverij Hoogland & Van Klaveren, 2004. (Облака над городом E. Стихотворения / С параллел. пер. на гол. яз. Анны Стоффел <Anne Stoffel>; предисл. К. Верхейла <Kees Verheul>; на гол. яз.). 2-е изд. 2005.
- Boris Ryzji: Rotterdams dagboek. Amsterdam: Uitgeverij Hoogland & Van Klaveren, 2006 (Роттердамский дневник. В пер. и с предисл. Ай Принс <Aai Prins>).
- Boris Ryzji: Wolken boven E. Gedichten. Rotterdams dagboek. Amsterdam: Uitgeverij Hoogland & Van Klaveren, 2008 („Облака над городом Е.“ и „Роттердамский дневник“ в одном томе).
- Борис Рижиj: У pycиjи ce pacтaje заувек. Изабране песме. Превео са руског Светислав Травица. – Београд, 2011. Фонд „Принцеза Оливера“.
- Boris Ryzji: Aischeid in Rusland. Amsterdam: Uitgeverij Hoogland & Van Klaveren, 2013 (Прощание в России. Стихи. В пер. Анны Стоффел <Anne Stoffel>).